# Basílio Manoel Olímpio Pereira
Dom Frei Basílio Manuel Olímpio Pereira (OFM) Rio de Contas (Bahia), 27 de abril de 1871 - Salvador, 30 de setembro de 1948) foi um religioso franciscano brasileiro, bispo de Manaus.
Nasceu na Fazenda Varzea Funda, território pertecente a então Vila de Minas do Rio de Contas, atual Município de Bom Basílio, filho do Major Manoel Alves Pereira Junior e Ana Maria Alves Pereira.

## Estudos e presbiterado
Em 1886 ingressou no Seminário Santa Tereza, onde ordenou-se a 27 de outubro de 1895. Em 1919 ingressou na Ordem Franciscana, emitindo sua profissão simples a 17 de setembro de 1920, professando solenemente a 18 de setembro de 1924.
Entre 1905 e 1918 foi o pároco da Paróquia de Nossa Senhora da Vitória, em Vitória da Conquista.

## Episcopado
A 1º de maio de 1925 foi nomeado bispo diocesano do Amazonas pelo Papa Pio XI. Foi ordenado bispo no dia 25 de outubro de 1925, em Roma, pelas mãos do Cardeal Giovanni Vincenzo Bonzano, de Dom Leopoldo Duarte e Silva e Dom Manoel da Silva Gomes.
Permaneceu no Amazonas até 1941 quando renunciou por razões de saúde. Foi nomeado para a sé titular de Lipara. Retornou à Bahia, passando seus últimos dias no Convento de São Francisco em Salvador.
Faleceu no dia 29 de setembro de 1948. Está sepultado no Cemitério da Quinta dos Lázaros, da Ordem Franciscana.

## Homenagens
O topônimo da cidade baiana de Dom Basílio, emancipada de Livramento, é em sua homenagem.